# Nigidius laevicollis
Nigidius laevicollis is een keversoort uit de familie vliegende herten (Lucanidae). De wetenschappelijke naam van de soort is voor het eerst geldig gepubliceerd in 1835 door Westwood.